# 大叶沿阶草
大叶沿阶草（学名：Ophiopogon latifolius）为百合科沿阶草属下的一个种。

## 扩展阅读
- 維基物種上的相關：大叶沿阶草